# Charles S. Cohen
Charles S. Cohen, né le 8 février 1952 dans le comté de Westchester (États-Unis), est un promoteur immobilier et producteur de films américain.

## Origines et formation
Charles S. Cohen, fils de Gloria et Sherman Cohen, a été élevé dans une famille juive à Harrison, dans l'État de New York. Son père a fondé dans les années 1950, avec ses deux frères, la société Cohen Brothers Realty & Construction Corporation. Ils rachetaient des appartements dans le comté de Westchester et ont fait fortune en 1955, quand la voie aérienne du chemin de fer de la Third Avenue de Manhattan a été démantelée, réévaluant le prix des biens achetés à bas prix auparavant.
À l'âge de 14 ans, Charles S. Cohen travaille les week-ends dans un cirque et fait visiter des appartements de son père à Manhattan. À l'âge de 16 ans, il réalise son premier court-métrage, primé par une mention honorable dans une compétition, les Kodak Teenage Movie Awards. Charles S. Cohen s'inscrit à l'université de New York durant un an et demi. Il étudie ensuite à l'université Tufts où il se spécialise en anglais et où il obtient un diplôme en 1974. En 1977, il est diplômé de la Brooklyn Law School.

## Carrière
Charles S. Cohen est un promoteur immobilier, un distributeur de films, producteur et mécène de nationalité américaine. Il est le propriétaire, président et directeur de la société immobilière Cohen Brothers Realty Corporation, qui possède des immeubles à New York, Los Angeles, Houston, et dans le sud de la Floride. Il est également président et directeur du Cohen Media Group qu'il a créé en 2008 pour produire et distribuer des films indépendants et des films d'art et essai dans toute l'Amérique du Nord.
CMG est aujourd'hui le plus grand distributeur américain de films français aux États-unis, tandis que sa section de divertissement à domicile, la Cohen Film Collection, réalise la diffusion de classique d'Hollywood, restaurés et remasterisés, et de films étrangers sur les plateformes numériques, en Blu-ray et en DVD. La distribution de 38 films français entre 2011 et 2018 lui a rapporté 10,5 millions de dollars de recettes.
En 2014, Charles S. Cohen a pris le contrôle de l'un des plus emblématiques cinémas de New York, l'historique Quad Cinema au cœur de Greenwich Village.
Il rachète les salles de cinéma et de théâtre Landmark Theatres (50 salles et 200 écrans), lui valant les félicitations de Frédérique Bredin. La présidente du Centre national du cinéma évoque « un grand ami de la France et du cinéma français » et « une magnifique opportunité pour la diffusion de nos films français aux États-Unis ! ».
Charles Cohen est le producteur exécutif de Frozen River (2008). Il a réalisé et produit un court-métrage qui a remporté un Kodak Movie Award, et a produit le documentaire oscarisé de Chuck Workman Magicien : L'incroyable Vie et l'Œuvre d'Orson Welles et Qu'est-ce que le Cinéma ?
Il a présenté au Festival Lumière de Lyon de 2018 un documentaire sur Buster Keaton et sept films restaurés de ce maître du cinéma muet, dont il a racheté l'intégralité des films sauf un.
Sa fortune est évaluée à plus de 3 milliards de dollars par le magazine Forbes.

## Activité en France
En 2016, il a racheté le château de Chausse à La Croix Valmer, où il compte passer ses étés avec sa famille,,,. Il envisage une réorganisation du site et la création d'une salle de 60 places pour des avant-premières,, dès 2018 malgré les difficultés administratives. L'idée d'un festival est également évoquée pour ce vignoble situé entre Gassin et La Croix-Valmer.
En 2017, il a acquis la salle de cinéma parisienne La Pagode qu'il veut faire rouvrir dans les trois ans.

## Autres engagements
De 1991 à 1993, Charles S. Cohen a été l'un des présidents de la Federal Law Enforcement Foundation. Il est membre du conseil d'administration du musée d'art contemporain de Los Angeles, de la Cooper Union for the Advancement of Science and Art, du Lighthouse International Theater, du Public Theater, de la Real Estate Board of New York (chambre Immobilière de New York), du Stella Adler Studio of Acting, de la Film Society of Lincoln Center et du French Institute Alliance française (FIAF).

## Vie personnelle
Charles S. Cohen a été marié deux fois. Il a divorcé de sa première femme avec laquelle il a eu deux enfants, une fille qui est institutrice en maternelle et un fils qui travaille dans le secteur de la finance immobilière.
En 2004, il se marie avec Clodagh "Clo" Margaret Jacobs, une ancienne responsable du marketing et la publicité du designer Jimmy Choo, lors d'une cérémonie juive à l'hôtel St. Regis à Manhattan. Ils sont parents de deux enfants. Le couple partage son temps entre leurs maisons de Manhattan et de la banlieue du Connecticut.

## Récompenses et décorations
En 2002, Cohen reçoit la Médaille de la paix d'Israël et est honoré par le B'naï B'rith International. Il a été honoré à trois reprises par la République française. En 2014, il a été nommé dans l'ordre national du Mérite par François Hollande, pour ses efforts pour promouvoir le cinéma et l'art français. En 2015, il a été reçu dans l'Ordre des Arts et des Lettres. Il est fait chevalier de la Légion d'honneur en 2019. Il reçoit ses insignes des mains de l'ambassadeur français Gérard Araud.
- 2014 : chevalier de l'ordre national du Mérite

- 2015 : chevalier de l'ordre des Arts et des Lettres

- 2019 : chevalier de la Légion d'honneur[19]

## Filmographie

### En tant que producteur
- 2008 : Frozen River de Courtney Hunt (Grand Prix du jury au Festival du film de Sundance, deux nominations aux Oscars)

- 2017 : Visages, Villages, d’Agnès Varda et JR (nommé aux Oscars)
- 2017 : L’Insulte, de Ziad Doueiri (nommé aux Oscars)
- 2017 : Rodin de Jacques Doillon
- 2018 : The Great Buster : A Celebration, documentaire de Peter Bogdanovich sur Buster Keaton[5]
- 2022 : La Ruse (Operation Mincemeat) de John Madden

### En tant que distributeur aux États-Unis
- 2015 : Mustang, de Deniz Gamze Ergüven[5]
- 2016 : Client, d’Asghar Farhadi, Oscar du meilleur film étranger[5]
- 2017 : L'amant double de François Ozon
- 2017 : Redoutable de  Michel Hazanavicius
- 2018 : Les filles du soleil de Eva Husson[20]

## Livres
Les auteurs du livre Beyond the Bottom Line: The Producer in Film and Television Studies, lui attribuent la paternité du pseudonyme Xavier Einstein, sous lequel Charles S. Cohen a publié la série Trivia Mania,.
- Xavier Einstein, Robert J. Sodar, Trivia Mania, Zebra, 1984.